# Mordellistena stenidea
Mordellistena stenidea es una especie de coleóptero de la familia Mordellidae.

## Distribución geográfica
Habita en Europa.